# Ketty Fogliani
Ketty Fogliani (San Donà di Piave, 14 giugno 1969) è una politica italiana.
È stata Vicesindaco e Assessore alla Cultura e Istruzione nel comune di Portogruaro dal 2015 al 2018, alle elezioni politiche del 4 marzo 2018 viene eletta deputata con la Lega Nord nella circoscrizione Veneto 1 nel collegio di Chioggia.

## Biografia
Diplomata in Ragioneria, da sempre impegnata nei settori del commercio, dell'agricoltura, delle piccole industrie e dell'artigianato. Oggi imprenditrice immobiliare. 

### Attività politica
Iscritta alla Lega Nord a partire dal 1994 nella quale ricopre più volte la carica interna di Segretaria di Sezione di Portogruaro e segretario di circoscrizione del portogruarese. 
Alle elezioni comunali di Portogruaro del 2015, che vedono eleggere il sindaco di centro destra, diventa Vicesindaco e Assessore alla Cultura, incarico che porterà avanti fino a settembre 2018.
Nel 2018 viene candidata alle elezioni politiche nel collegio uninominale di Chioggia nelle liste della Lega Nord dove il centrodestra raggiunge il 42,69% dei voti, determinandone l’elezione alla Camera Dei Deputati.

### Attività parlamentare
A partire dal 21 giugno 2018 fino al 29 luglio 2020 è stata membro effettivo della VII Commissione: Cultura, Scienza ed Istruzione e fino al 4 settembre 2019 è stata anche membro della IX Commissione: Trasporti, Poste e Telecomunicazioni, in sostituzione del Sottosegretario di Stato
Inoltre, dal 5 novembre 2019 al 1 agosto 2019 è stata membro della commissione parlamentare per l’infanzia e per l’adolescenza.
Ad oggi componente della I Commissione: Affari Costituzionali, della Presidenza del Consiglio e Interni e, dal 23 marzo 2021, della IX Commissione: Trasporti, Poste e Telecomunicazioni, in sostituzione del Sottosegretario di Stato per le Infrastrutture e la mobilità sostenibili, Alessandro Morelli nel I Governo Draghi.
Proposte di legge come prima firmataria:
- "Modifica all'articolo 2 della legge 20 dicembre 2012, n. 238, concernente la concessione di un contributo al comune di Portogruaro per la realizzazione del Festival internazionale di musica". Presentata il 6 agosto 2020, annunziata il 7 agosto 2020.
- "Disciplina dell'attività di autoriparazione per la sicurezza della circolazione stradale". Presentata il 24 ottobre 2019, annunziata il 25 ottobre 2019.
- "Norme riguardanti il trasferimento al patrimonio disponibile e la successiva cessione a privati di aree demaniali nel comune di Caorle". Presentata il 23 ottobre 2019, annunziata il 24 ottobre 2019.
- "Norme riguardanti il trasferimento al patrimonio disponibile e la successiva cessione a privati di aree demaniali nel comune di Chioggia". Presentata il 31 luglio 2019, annunziata il 1º agosto 2019 (assorbito dall'approvazione di pdl abbinato).
- "Disposizioni per la salvaguardia della vita umana e la sicurezza della navigazione nel servizio di trasporto pubblico locale lagunare". Presentata il 19 luglio 2019, annunziata il 22 luglio 2019.
- "Misure per il sostegno economico dell'istruzione parentale". Presentata il 2 luglio 2019, annunziata il 3 luglio 2019.
- "Differimento dell'efficacia dell'obbligo della patente nautica per la conduzione di unità aventi motore di cilindrata superiore a 750 cc a iniezione a due tempi". Presentata il 2 maggio 2019, annunziata il 7 maggio 2019. Legge 24 luglio 2019, n. 73. Gazzetta Ufficiale n. 180 del 2 agosto 2019[5].
- "Modifica alla legge 30 marzo 2004, n. 92, in materia di divieto di concessione di spazi pubblici per lo svolgimento di manifestazioni volte alla negazione degli eventi commemorati nel 'Giorno del ricordo' in memoria delle vittime delle foibe". Presentata il 7 febbraio 2019, annunziata l'11 febbraio 2019.
- "Disposizioni in materia di circolazione di prova dei veicoli". Presentata il 14 novembre 2018, annunziata il 15 novembre 2018.
- "Modifiche all'articolo 8 della legge 24 dicembre 2003, n. 363, in materia di obbligo di utilizzo del casco protettivo nell'esercizio della pratica dello sci alpino e dello snowboard". Presentata il 9 ottobre 2018, annunziata il 10 ottobre 2018.